# КК Јамбол
КК Јамбол (буг. БК Ямбол) је бугарски кошаркашки клуб из Јамбола. У сезони 2014/15. такмичи се у Кошаркашкој лиги Бугарске.

## Историја
Клуб је основан 1944. године, али је запаженије резултате остварио тек почетком 21. века. За сада једину титулу освојио је у националном првенству у сезони 2001/02, док је годину дана раније у том такмичењу заузео друго место. У Купу Бугарске два пута је досегао треће место (2001. и 2002. године).

## Успеси

### Национални
- Првенство Бугарске:
  - Првак (1): 2002.
  - Вицепрвак (1): 2001.

## Познатији играчи
- Зоран Стевановић
- Војкан Бенчић